# Elione (politico)
Elione (latino: Helion; fl. 414-427) è stato un politico dell'Impero romano, che accompagnò il giovanissimo Valentiniano III in Italia, a riprendere il trono d'Occidente usurpato da Giovanni Primicerio.

## Biografia
Elione ricoprì il ruolo di comes e  magister officiorum dell'imperatore d'Oriente Teodosio II dal 414 al 427.
Nel 422 fu inviato a negoziare una pace con i Sasanidi; Elione si recò in Mesopotamia, da cui inviò un proprio rappresentante a concludere l'accordo.
Su incarico di Teodosio, nel 424 si recò con Valentiniano III in Italia, a riprendere il trono d'Occidente usurpato da Giovanni Primicerio; fu Elione a proclamare Valentiniano cesare a Tessalonica, il 23 ottobre 424, come fu lui a innalzare al rango di augusto il giovane principe a Roma, il 23 ottobre 425. Nel periodo tra le due nomine ricevette il titolo di patricius. Elione rimase poi in Occidente a riordinare l'amministrazione dell'Impero romano d'Occidente.